# Polla blava dorsinegra
Porphyrio indicus és un ocell de la família dels ràl·lids (Rallidae) que rep en anglès el nom de "Black-backed Swamphen": polla blava dorsinegra.

## Hàbitat i distribució
Habita aiguamolls a Sumatra, Java, sud-est de Borneo, Sulawesi i Filipines meridionals.

## Taxonomia
És una espècie monotípica que era inclosa a Porphyrio porphyrio fins a l'any 2015 (i encara avui algunes classificacions) en que va ser separada com una espècie de ple dret.